# Rewolwer Remington model 1858
Remington model 1858 – rewolwer kalibru.36 (wersja dla Marynarki) lub.44 (wersja dla Armii), produkowany przez E. Remington and Sons na potrzeby sił zbrojnych Unii. Posiadał jeden z pierwszych w USA tzw. zamknięty szkielet (jednoczęściowy szkielet otaczał bęben z nabojami), co czyniło go bardziej niezawodnym od współczesnych mu rewolwerów Colta. Kolejną zaletą była możliwość wyjęcia całego bębna i założenia nowego, już załadowanego. Model 1858 był używany na Dzikim Zachodzie, zarówno w swojej oryginalnej, kapiszonowej wersji, jak i konwersjach na naboje scalone. Lufa wkręcana w szkielet, z półkolistą muszką. Bęben cylindryczny, z prostokątnymi wycięciami dla zatrzasku bębna. Remington posiadał mechanizm bez samonapinania; napięcie kurka powodowało obrót bębna. Pobojczyk dźwigowy klasycznego coltowskiego typu. Dźwignia rozszerza się ku tyłowi, nadając broni bardziej opływowe kształty i zapobiegając zaczepianiu pobojczyka o brzeg kabury. Okładki chwytu z orzecha, kabłąk spustowy mosiężny, dość mały (trudno się było posługiwać tą bronią w rękawiczkach).
Od momentu rozpoczęcia produkcji, pojawiło się kilka wersji tego rewolweru. Pierwszą wersją był Remington-Beals. Od 1862 r. produkowano rewolwery Remington w wersji, którą przyjmuje się nazywać: Old Model Army (stary model armii). W 1863 r. rozpoczęto produkcję modelu nazywanego: New Model Army (nowy model armii). Ta wersja była opatentowana 17 marca 1863 r., patent numer: US 37921. W wersji tej pojawiło się kilka zmian w porwaniu do poprzedników. Zmieniono kształt kurka, muszki, pobojczyka. Zmianie uległa rama w miejscu styku lufy z bębenkiem. Na bębenku pojawiły się wycięcia między kominkami, umożliwiające opuszczenie kurka między kominkami w pozycji bezpiecznej. 
Współcześnie kilka film produkuje repliki rewolwerów Remington 1858, ale tylko w wersji: New Model Army i New Model Navy z 1863 r.

## Legalność w Polsce
Zgodnie z obowiązującą „Ustawą o broni i amunicji” na ten rodzaj broni nie jest wymagane zezwolenie.

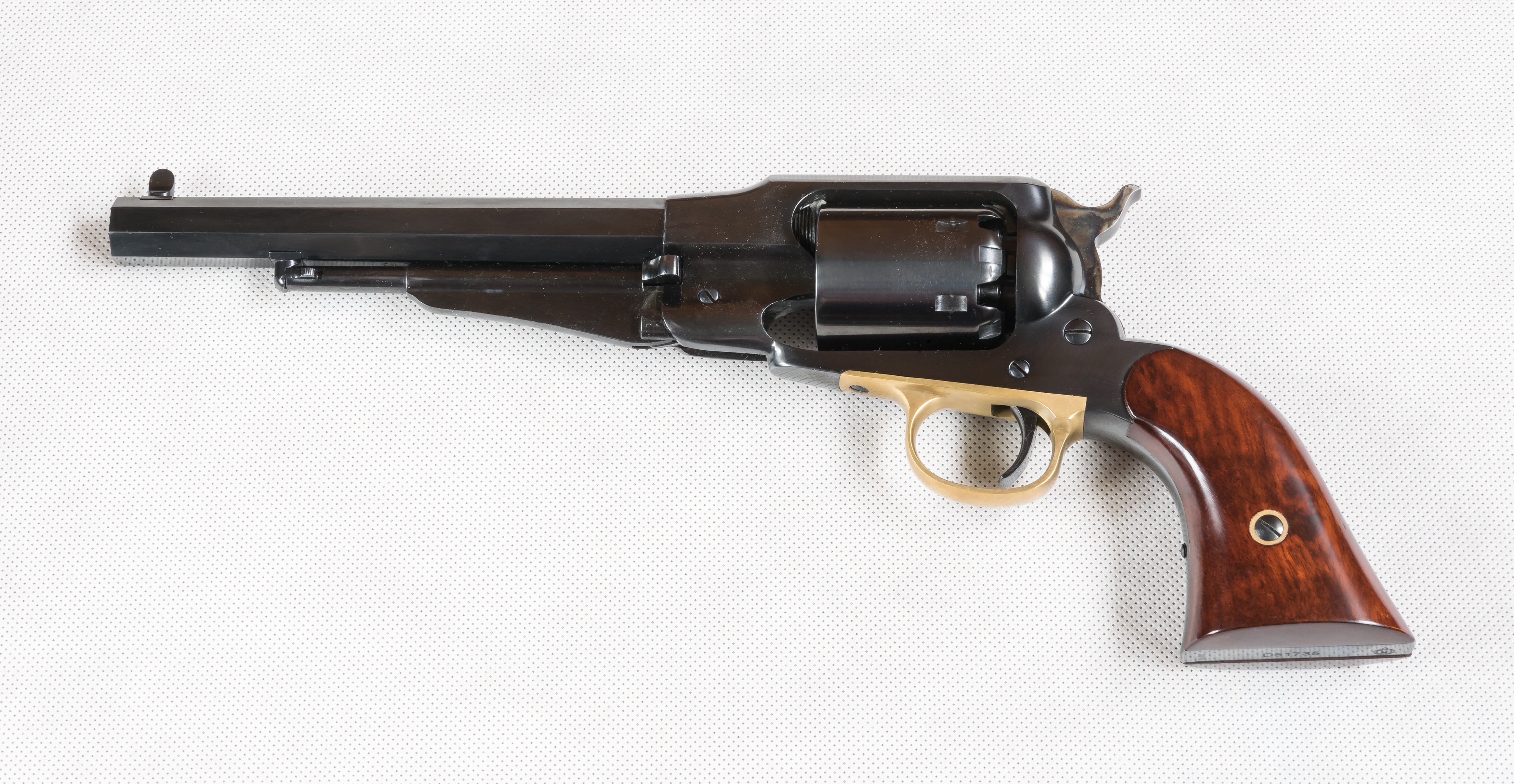
Współczesna replika rewolweru Remington model 1858